# Blizzard (comics)
Pour les articles homonymes, voir Blizzard.
Blizzard est le nom de plusieurs super-vilains successifs évoluant dans l'univers Marvel de la maison d'édition Marvel Comics.
- Le premier personnage de fiction, Gregor Shapanka est créé par le scénariste Stan Lee et le dessinateur Don Heck et apparaît pour la première fois dans le comic book Tales of Suspense (vol. 1) #45 en septembre 1963 sous l’identité de Jack Frost, puis revient sous celle de Blizzard dans Iron Man #86 en mai 1976, scénarisé par Bill Mantlo et dessiné par George Tuska.
- Le second personnage, Donald « Donnie » Gill est créé par le scénariste David Michelinie et le dessinateur Bob Layton et apparaît dans le comic book Iron Man #223 en octobre 1987.

Les autres itérations du personnage incluent Mickey Quaid, Randall « Randy » Macklin et un homme appelé Jim.

## Biographie du personnage

### Gregor Shapanka
Le costume de Blizzard est créé par Gregor Shapanka, un scientifique hongrois obsédé par l'immortalité et qui décide que la cryogénie doit être son premier but à atteindre. Il prend un emploi chez Stark Industries pour financer ses recherches et, jaloux du succès de l'industriel Tony Stark (alias Iron Man), il tente de voler directement les inventions de ce dernier. Après avoir été attrapé et licencié par Stark pour avoir tenté de voler son coffre-fort secret (Stark le licencie mais ne le poursuit pas en justice, par respect pour ses travaux), Gregor crée un costume contenant des dispositifs générateurs de froid et est surnommé par les journaux « Jack Frost ».
Après avoir tenté, sous l'identité de Jack Frost, de piller Stark Industries où il capture Pepper Potts et Happy Hogan, il est vaincu une première fois par Iron Man et emprisonné.
Quelques années plus tard, il s'échappe de prison et attaque le complexe industriel de Stark à Long Island à l'aide d'un nouveau costume plus puissant et plus froid, se faisant appeler lui-même Blizzard, mais est de nouveau capturé par Iron Man.
Par la suite, il affronte Spider-Man et Daredevil.
Pour subvenir à ses besoins et améliorer son costume, il devient un agent à la solde de Justin Hammer. Il affronte par la suite plusieurs fois Iron Man, jusqu'à ce qu'il se trompe et attaque Arno Stark (en), la version alternative et cruelle (venue de 2020) de Tony de la Terre-8410, qui tue Shapanka.

### Donnie Gill
Justin Hammer récupéra le costume et chercha un remplaçant. Il le trouva en la personne de Donnie Gill, un simple réparateur devenu homme de main pour l'organisation criminelle de Hammer. Gill fut excité à l'idée de devenir enfin autre chose qu'un simple employé.
Jeune criminel devenu héros novice, Donnie Gill n'a jamais été aussi dur et froid que son costume pouvait le laisser supposer.
Dans sa première mission, il partit avec le Scarabée et Blacklash assassiner Clay « Force » Wilson, un ancien employé de Hammer, qui allait témoigner contre ce dernier. À cause de l'inexpérience de Gill, Wilson parvint à s'enfuir à l'aide de Jim Rhodes et Tony Stark, qui assuraient alors sa protection. Les trois criminels furent vaincus dans un parc d'attraction. Voyant que Gill était un pauvre minable, Wilson lui demanda de se rendre. Mais Gill continua de se battre et s'électrocuta. Ses deux complices l'abandonnèrent.
Voulant s'amender de l'affaire Shapanka, Tony Stark offrit son soutien à Gill. Mais alors qu'il se trouvait en prison en attendant son jugement, le Rhino vint le libérer. Constatant que Justin Hammer voulait le récupérer après son échec, il lui devint plus fidèle que jamais.
Blizzard, Boomerang et Blacklash furent envoyés éliminer le Fantôme, un saboteur industriel. Conscient de l'intérêt qu'avait Stark pour Gill, Justin Hammer était prêt à l'échanger contre une alliance avec Iron Man afin de se débarrasser au plus vite du Fantôme. Stark accepta et Jim Rhodes, et les trois criminels tendirent un piège au Fantôme. Mais, les agents de Hammer se retournèrent contre Stark. Finalement, ils s'enfuirent, sauf Gill, loyal envers Hammer, jusqu'à ce que Iron Man lui fasse écouter un enregistrement de l'industriel. Blizzard déposa alors les armes.
Il fut incarcéré. À sa sortie de prison, le Scarabée, Blacklash et lui travaillèrent pour le Spymaster, qui voulait voler Stark Enterprises (Tony Stark se faisait à cette période passer pour mort). Blizzard servait de taupe, car Jim Rhodes l'engageait sur de courtes mission de protection.
Lors d'une vente d'arme de l'A.I.M., il attaqua Captain America avec d'autres super-vilains mais fut vaincu, percuté par Speed Demon.
Sans aide de la part de Justin Hammer, Gill se servit de la dernière combinaison utilisée par Gregor Shapanka. Il eut par la suite des problèmes avec le Tinkerer et le Piégeur. Une bagarre éclata durant le procès, et Miss Hulk régla la situation.
Donnie retourna en prison, et Justin Hammer donna le costume à un autre homme de main, plus vicieux. Ce dernier affronta Silver Sable. Hammer chassa ce nouveau Blizzard, trop dangereux. Il contacta Donnie par l'intermédiaire de Mentallo, son voisin de cellule. Gill s'associa à Boomerang et Whirlwind pour s'échapper, suivi par Abe Jenkins, le Scarabée qui s'était livré aux autorités.
Plus tard, Blizzard, Hydro-Man, Speed Demon et Blacklash affrontèrent les Thunderbolts. Ils furent vaincus et s'enfuirent abandonnant de nouveau Blizzard.
En tant que criminel solitaire, Blizzard revint se battre contre les New Warriors et allait gagner quand l'armure consciente d'Iron Man l'écrasa. Il fut de nouveau incarcéré, s'échappa mais fut repris par Tony Stark. Plus tard, il fut engagé avec le Rhino et le Constrictor par des criminels asiatiques pour tuer Agent X. Il échoua.
Employé plus tard par l'A.I.M., il fut battu par Miss Hulk dans un bar. Elle lui offrit un verre, et l'alcool aidant, il lui parla de sa vie et de ses problèmes, avant de tomber ivre mort.
Gill voulut s'amender et rejoignit les Thunderbolts commandés par Mach-4 (Abe Jenkins). Mais il dut lutter contre la méfiante Songbird, son équipement défectueux et ses propres craintes. En dépit de cela, il s'en sortit très bien face à plusieurs ennemis, comme l'HYDRA. Il devint ami avec Speed Demon (Jim Sanders), essayant de freiner ses ardeurs, alors que Jim tentait d'influencer négativement l'affable Donnie. Quand Speed Demon attaqua une banque pour financer les Thunderbolts appauvris, Blizzard tenta de l'arrêter mais se retrouva en caleçon accroché à un pont.
Quand Songbird prit le commandement des Thunderbolts, elle chassa Blizzard. Noyant son chagrin dans l'alcool, il fut recruté par Mach-4 et le Fixer dans une nouvelle équipe des Thunderbolts menée par le Baron Zemo. Fixer répara et améliora sa combinaison.

## Pouvoirs et capacités
Blizzard possède une combinaison équipée de cellules cryogéniques et de réservoirs d'eau lui permettant de créer, à partir de ses gantelets, des rayons de gel en faisant basculer la température à un niveau négatif en quelques secondes. Le froid fragilise certains types de métaux, les rendant cassants au moindre choc. Le Fixer (en) a grandement amélioré les capacités de l'armure initiale, augmentant sa puissance de 60 %.
En complément de ses pouvoirs, Donnie Gill est un bon combattant et a quelques connaissances techniques, ce qui l'aide à réparer son costume.
- Selon le mode utilisé, Blizzard peut créer de la brume (pour se dissimuler), un spray (comme de la neige pour aveugler ses ennemis) ou un rayon solide de glace.
- Utilisant l'humidité ambiante, il peut alors créer des murs, des rampes ou des plateformes de glace. Il peut aussi renforcer son costume d'une fine couche de glace.
- Il se déplace en glissant sur des pistes verglacées, comme le X-Man Iceberg.
- À partir de la glace que son costume génère, il peut créer des armes contondantes ou perforantes.

## Apparitions dans d'autres médias
Sauf indication contraire, les informations mentionnées dans cette section peuvent être confirmées par la base de données cinématographiques IMDb,  présente dans la section « Liens externes ».

### Télévision
- 1994-1997 : Iron Man (série d'animation)
- 2009-2012 : Iron Man: Armored Adventures (série d'animation)
- 2010-2012 : Avengers : L'Équipe des super-héros (série d'animation)

Interprété par Dylan Minnette dans l'univers cinématographique Marvel

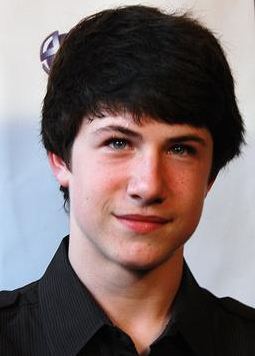
L'acteur Dylan Minnette incarne Donnie Gill/Blizzard dans la série télévisée Les Agents du S.H.I.E.L.D.

- 2013-2020 : Marvel : Les Agents du SHIELD (série télévisée)[7],[8].

Dans la saison 1, Donnie Gill est un étudiant génie de l'académie du SHIELD qui a construit un appareil générateur de glace. À la suite de l'explosion de l'appareil, Gill se voit doter d'un don ; tout ce qu'il touche se transforme en glace. Il sera, dans la saison 2, kidnappé et hypnotisé par HYDRA après la chute du SHIELD. Considéré comme très dangereux, il finit néanmoins par s'échapper avant d'être retrouvé par l'équipe de Coulson et d'HYDRA à bord d'un bateau au Maroc.

### Jeux vidéo
- Donnie Gill/Blizzard apparaît en tant que boss dans The Invincible Iron Man (2002).
- Donnie Gill/Blizzard apparaît en tant que boss et personnage jouable dans Marvel: Avengers Alliance (en) (2012).
- Donnie Gill/Blizzard apparaît dans Marvel Heroes (2013), doublé par l'acteur Michael Benyaer.